# Daina Šveica
Daina Šveica, született Daina Mallenberga (Jūrmala, 1939. július 28. –) Európa-bajnok szovjet-lett evezős.

## Pályafutása
1939. július 28-án született Jūrmalában. Apja Viktors Mellenbergs (1905–2001) építész volt. 1965-ben a rigai Műszaki Intézetben érettségizett. A Dynamo Riga versenyzője volt. 1963 és 1967 között négy Európa-bajnoki címet szerzett kétpárevezősben. Az első hármat a lett Maija Kaufmanével érte el.
Visszavonulása után 1970 és 1990 között a Lett Tudományos Akadémia Szervetlen Kémiai Intézetének tudományos munkatársa, 1993 és 2005 között az akadémia nemzetközi osztályának vezetője volt. A kémiai tudományok doktora.
Kezdeményezésére, 1989. május 21-én megalakult a Lett Olimpiai Akadémia (LOA), amelynek az elnökévé választották. Támogatta a Lett Olimpiai Bizottság (LOC) megújítását.

## Sikerei, díjai
- Európa-bajnokság – kétpárevezős
  - aranyérmes (4): 1963, 1964, 1965, 1967
  - bronzérmes: 1966
- Szovjet bajnok – kétpárevezős
  - bajnok (3): 1963, 1965, 1967